# Перстниця
Перстниця (пол. Pierstnica) — село в Польщі, у гміні Крошниці Мілицького повіту Нижньосілезького воєводства.
Населення — 544 особи (2011).
У 1975-1998 роках село належало до Вроцлавського воєводства.

## Демографія
Демографічна структура станом на 31 березня 2011 року:
|          | Загалом | Допрацездатний вік | Працездатний вік | Постпрацездатний вік |
| -------- | ------- | ------------------ | ---------------- | -------------------- |
| Чоловіки | 266     | 64                 | 178              | 24                   |
| Жінки    | 278     | 71                 | 161              | 46                   |
| Разом    | 544     | 135                | 339              | 70                   |